# زگرده
زگرده (به آلمانی: Seggerde) یک منطقهٔ مسکونی در آلمان است که در ائبیسفلده-وفرلینگن واقع شده‌است. زگرده ۱۰۲ نفر جمعیت دارد.